# 南原充士
南原 充士（なんばら じゅうし、1949年2月7日 - ）は、日本の詩人。茨城県生まれ。東京大学法学部卒業。日本詩人クラブ会員。日本モーツァルト協会会員。詩のほか短歌、俳句、小説、評論・エッセイも発表している。

## 作品

### 詩関係
詩誌「太刀」「アレーテイア」「鰐組」「射撃祭」「SPACE」「洪水」「repure」「エウメニデスIII期」「詩素」「buoy」などに作品を発表。詩風としては、抒情詩、叙事詩、言葉遊びといったスタイルがある。

### Ⅰ　詩集
- 詩集『散歩道』、グループ太刀、1976年1月
- 詩集『レクイエム』、太刀書房、1978年10月
- 詩集『エスの海』、亜鈴亭阿舎、1983年7月
- 詩集『個体から類へ涙液をにじませるfocusのずらし方・ほか』、近代文芸社、2001年10月
- 詩集『笑顔の法則』、思潮社、2005年12月
- 詩集『花開くGENE』、洪水企画・草場書房、2008年11月
- 詩集『タイムマシン幻想』、洪水企画・草場書房、2010年4月
- 詩集『インサイド・アウト』、洪水企画・草場書房、2011年4月
- 詩集『ゴシップ・フェンス』、洪水企画・草場書房、2012年4月
- 詩集『にげかすもきど』（谷川俊太郎による帯文付き）、洪水企画・草場書房、2013年4月
- 英和対照詩集『永遠の散歩者　A Permanent Stroller』、洪水企画・草場書房、2014年4月
- 詩集『思い出せない日の翌日』、水仁舎、2015年4月
- 詩集『時間論』、Kindle 版、2021年5月
- 詩集『滅相』、Kindle版、 2022年1月
- 詩集『レジリエンス』、思潮社、2022年7月
- 詩集『遡及２０２２』、Kindle版、2022年12月

### Ⅱ　アンソロジー
- 日本現代詩選 第33集（2007年2月 日本詩人クラブ）に「アシスとガラテアの悲恋」掲載。
- 日本現代詩選 第34集（2009年2月 日本詩人クラブ）に「フォー・ジュブナイル」掲載。
- 日本現代詩選 第35集 (2011年2月 日本詩人クラブ）に「世間を渡ろう」掲載。
- 日本現代詩選 第36集（2013年2月 日本詩人クラブ）に「パネル」掲載。
- 日本現代詩選 第37集（2015年2月 日本詩人クラブ）に「海鳥のいる風景」掲載。
- 日本現代詩選 第38集（2017年12月 日本詩人クラブ）に「ボタンの記憶」掲載
- 『うろこアンソロジー合本　２０１４－２０２０』（2021年12月灰皿町、清水鱗造）に「海の故郷」「忘却の川」「夢」「小さな人形」「ホルスタインの町から」「猫」「コウノトリ」掲載。

### Ⅲ　詩誌、イベント等
- エッセイ「モーツァルトのオペラ」発表（洪水零号 洪水企画 2007年1月30日）
- エッセイ「詩について思うこと」発表（詩界No.251 日本詩人クラブ 2007年9月30日）
- 書評 「谷川俊太郎詩集「私」」発表（洪水2号　洪水企画 2008年7月15日）
- エッセイ「現代詩手帖創刊50年祭に出席して」（現代詩手帖 2009年8月号）
- 詩誌「repure9号」（2009年10月）に初参加（詩「カワスミダ」発表）
- 書評 「原田道子詩集「曳舟」」発表（洪水5号 洪水企画 2010年1月）
- 詩誌「repure10号」（2010年4月）に、詩「発掘隊」発表。
- 詩「マトリョーシカ」掲載（洪水6号 洪水企画 2010年7月）
- 小講演「外国語をかじる」（日本詩人クラブ例会 2010年7月）
- 詩誌「repure11号」（2010年10月）に、詩「地学」発表。
- 「repure展」に参加（葉月ホールハウス 2010年10月）
- 世田谷三宿の画廊「Star Poets Gallery」において、天童大人プロデュース「詩人の聲」に初参加。（2010年11月9日）
- 詩誌「repure12号」（2011年4月）に、詩「周期表」発表。
- 詩誌「repure13号」（2011年10月）に、詩「てんこ盛り」発表。
- 短歌総合誌「短歌現代」詩壇担当（2011年4月号から12月号まで連載）。
- 書評「深澤紗織詩集「世界は点滅するモザイク模様のように」」発表（洪水9号、洪水企画、2012年1月）
- 詩誌「repure14号」（2012年4月）に、詩「パルス」発表。
- 詩誌「repure15号」（2012年10月）に、詩「歌」発表。
- 書評「望月遊馬詩集「焼け跡」」発表（洪水11号、洪水企画、2013年1月）
- 詩誌「repure16号」（2013年4月）に、詩「心の構造」発表。
- 詩誌「repure17号」（2013年10月）に、詩「で、」発表。
- 書評「日原正彦詩集「冬青空」」発表（洪水13号、洪水企画、2014年1月）
- 詩誌「repure18号」（2014年4月）に、詩「滅相」発表。
- 詩誌「repure19号」（2014年10月）に、詩「秋の日」発表。
- 詩誌「repure20号」（2015年4月）に、詩「ホログラフィー」発表。
- 詩誌「repure21号」（2015年10月）に、詩「その陰に」発表。
- 詩誌「repure22号」（2016年4月）に、詩「お預け」発表。
- 詩誌「エウメニデスIII期45号」(2014年6月）に、詩「思い出せない日の翌日」発表。
- エッセイ「詩と詞について」発表（洪水14号、洪水企画、2014年7月）
- 書評「海東セラ詩集「キャットウォーク」」発表（洪水16号、洪水企画、2015年7月）
- 自由が丘の「カシュカシュダール」において、天童大人プロデュース「詩人の聲」に二回目の参加。（2016年4月28日）
- 『永遠の散歩者 A Permanent Stroller』を読む。
- 「若い詩人たちへの質問」（望月遊馬篇）掲載（洪水18号、洪水企画、2016年7月）
- 詩誌「repure23号」（2016年10月）に、詩「催眠術」発表。
- 詩誌「詩素創刊号」（2016年11月）に、詩「輪廻」発表。
- 「若い詩人たちへの質問」（疋田龍乃介篇）掲載（洪水19号、洪水企画、2016年12月）
- 詩誌「repure24号」（2017年4月）に、詩「放物線」発表。
- 詩誌「へにあすま52号」（2017年3月）に、『科学と詩のケミストリー』（吉田義昭詩集『空気の散歩』書評）、寄稿。
- 詩誌「詩素2号」（2017年5月）に、詩「手紙」及び論考「詩の批評の方法およびその具体的適用」、発表。
- 「若い詩人たちへの質問」（マーサ・ナカムラ篇）掲載（洪水20号、洪水企画、2017年7月）
- 詩誌「repure25号」（2017年10月）に、詩「W」発表。
- 詩誌「詩素3号」（2017年10月）に、詩「忘却」及び論考「翻訳の多義性」、発表。
- 詩誌「repure26号」（2018年4月）に、詩「持ち歌」発表。
- 詩誌「詩素4号」（2018年5月）に、詩「T」及び論考「文学のジャンル分けについて」、発表。
- 詩誌「buoy」創刊号（2018年７月）に、詩「動物」および「顔」、発表。
- 詩誌「repure27号」（2018年10月）に、詩「素粒子精神論」発表。
- 詩誌「詩素5号」（2018年10月）に、詩「弔い」及び論考「シェークスピアのソネット」、発表。
- 詩誌「repure28号」（2019年4月）に、詩「針」発表。
- 詩誌「詩素6号」（2019年5月）に、詩「重力波」および論考「詩と科学」発表。
- 詩誌「buoy２号」（2019年7月）に、詩「野球」および「出前」発表。
- 詩誌「repure29号」（2019年10月）に、詩「ハンコ屋」発表。
- 詩誌「詩素7号」（2019年11月）に、詩「大人の童話」および論考「詩における『私』について」発表。
- 詩誌「repure30号」（2020年4月）に、詩「空虚」発表。
- 詩誌「詩素8号」（2020年5月）に、詩「手をつなぐ」、谷川俊太郎詩集『普通の人々』書評および論考「ベートーヴェンのピアノソナタ」発表。
- 詩誌「repure31号」（2020年10月）に、詩「シゾク」発表。
- 詩誌「詩素9号」（202年11月）に、詩「夏の日は輝く」、論考「反骨精神について」発表。
- 詩誌「repure32号」（2021年4 月）に、詩「シジミチョウ」発表。
- 詩誌「詩素10 号」(2021年5月）に、詩「涅槃」発表、１０号記念投稿詩選考委員長を務める。
- 詩誌「repure33号」（2021年10月）に、詩「花火」発表。
- 詩誌「詩素11号」（2021年11月）に、詩「エコー」、論考「夏目漱石『草枕』のことなど」、「『詩の推敲』についてー谷川俊太郎さんへの質問」発表。
- 詩誌「repure34号」（2022年4月）に、詩「銭湯」発表。
- 詩誌「詩素12号」（2022年5月）に、詩「犯罪」、論考「時間について」発表。
- 詩誌「樹林2022年May)に、冨上芳秀詩集『言葉遊びの猟場』書評発表。
- 詩誌「repure35号」（2022年9月）に、詩「みずうみ」発表。
- 詩誌「詩素13号」（2022年11月）に、詩「ピーターパン」、論考「想像力について」発表。
- 「現代詩手帖10 月号」（2022年9月）に、詩「わたし」発表。
- 「現代詩手帖12月号＝現代詩年鑑」（2022年11月）に、詩「末子」（詩集『レジリエンス』から）掲載。

### Ⅳ　翻訳詩
南原充士訳『シェークスピア ソネット集』(洪水企画）(２０２５年３月）
　ディラン・トマス小詩集（ブログ『きままな詩歌と小説の森』に掲載）
　
Ⅴ　小説
　
小説として、以下の作品が発表されている。
- 電子書籍『エメラルドの海』（Kindle版）（Amazon）（2015年10月)
- 電子書籍『転生』（BCCKS)（2015年10月）
- 電子書籍『恋は影法師』（Kindle版）（Amazon）（2015年11月）
- 電子書籍『メコンの虹』（Kindle版）（Amazon）（2015年12月）
- 電子書籍『白い幻想』（Kindle版）（Amazon)(2016年5月）
- 電子書籍『血のカルナヴァル』（Kindle版）（Amazon)(2017年5月）
- 電子書籍『カンダハルの星』（Kindle版）(Amazon)(2018年4月）
- 電子書籍『喜望峰』(Kindle版）（Amazon)(2020年8月）

## Ⅵ　主な書評
南原充士の既刊詩集に対する書評の主なものは下記の通り。
- 南原充士詩集「笑顔の法則」を読む（鈴木志郎康）
- 「洪水3号」吉田義昭評 南原充士詩集「花開くGENE」（洪水企画、2009年1月1日）
- 「洪水6号」瀬崎　祐評 南原充士詩集「タイムマシン幻想」（洪水企画、2010年7月1日）
- 「洪水8号」文月悠光評 南原充士詩集「インサイド・アウト」（洪水企画、2011年7月1日）
- 「洪水10号」南川優子評 南原充士詩集「ゴシップ・フェンス」（洪水企画、2012年7月1日）
- 「洪水12号」疋田龍乃介評、南原充士詩集「にげかすもきど」（洪水企画、2013年7月1日)
- 「洪水14号」有働　薫評、南原充士詩集「永遠の散歩者 A Permanent Stroller」（洪水企画、2014年7月1日）
- 「洪水18号」神品芳夫評、「南原充士論」（洪水企画、2016年7月１日）
- 毎日新聞「詩の遠景近景」（城戸朱理評）、南原充士詩集『思い出せない日の翌日』（2015年8月25日夕刊）
- 岩田英哉ブログ「詩文楽」、「南原充士詩集『思い出せない日の翌日』を読む」（2015年4月30日）
- 現代詩手帖詩書月評（秋亜綺羅評）、南原充士詩集『思い出せない日の翌日』（2015年7月号）
- 「詩素１２号」池田康評「詩集を読む」。南原充士詩集『滅相』（洪水企画、2022年5月1日）
- 「詩遊」（No.75 2022 Summer）、「詩についてのメモ　２６」(冨上芳秀）で、南原充士詩集『レジリエンス』評。